# Роздолля (Покровський район)
Роздолля — колишнє село в Україні, Покровському районі Дніпропетровської області. Знаходилося у двох з половиною кілометрах від села Водяне. Ліквідоване.